# Irinotecano
Irinotecano é um fármaco utilizado em tratamento de câncer. É utilizado principalmente no tratamento de câncer colorretal. Provoca frequentes reações adversas ligadas ao sistema gastrintestinal e de defesa imune.